# Marcelo Ortiz
Marcelo Damián Ortiz (Corrientes, Argentina; 13 de enero de 1994) es un futbolista argentino. Juega de defensor central o lateral derecho y actualmente milita en Atlético Tucumán de la Primera División de Argentina.

## Clubes
Actualizado el 8 de diciembre de 2024
| Club                       | País      | Año             | PJ  | G |
| -------------------------- | --------- | --------------- | --- | - |
| Comunicaciones de Mercedes | Argentina | 2012-2013       | 22  | 0 |
| Boca Unidos                | Argentina | 2013-2017       | 113 | 0 |
| Rosario Central            | Argentina | 2017-2019       | 14  | 0 |
| Atlético Tucumán           | Argentina | 2019-2023       | 98  | 8 |
| Santa Fe                   | Colombia  | 2024            | 42  | 2 |
| Atlético Tucumán           | Argentina | 2025 - Presente |     |   |

## Palmarés

### Títulos nacionales
| Torneo         | Club            | Sede    | Año     |
| -------------- | --------------- | ------- | ------- |
| Copa Argentina | Rosario Central | Mendoza | 2017/18 |

- Datos: Q27865388